# Kasteel van Oppem

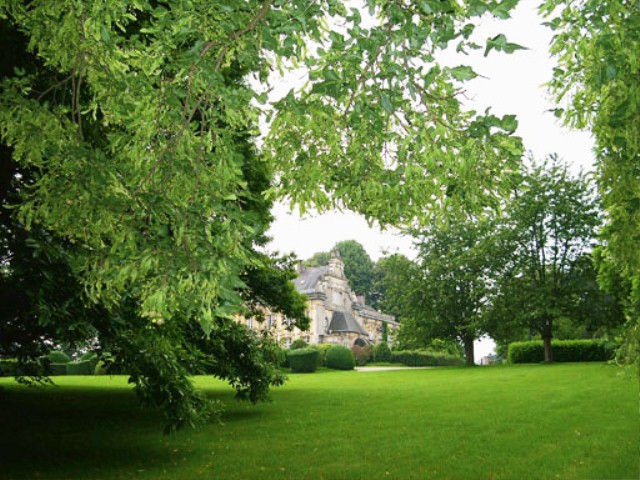
Kasteel van Oppem

Het Kasteel van Oppem (ook: Kasteel de Grunne) is een kasteel in de Vlaams-Brabantse gemeente Wezembeek-Oppem, gelegen aan de Raymond Hernalsteenstraat 2-4.

## Geschiedenis
In 1487 werd hier een begardenklooster opgericht. De begarden waren afkomstig van het klooster Mariadal te Hoegaarden. In 1635 werd het klooster door oorlogsgeweld vernield. Daarna werd het klooster weer opgebouwd en uitgebreid. In 1797 werd het klooster opgeheven en werden de bezittingen verbeurd verklaard en openbaar verkocht. Uiteindelijk kwam het complex in handen van een particulier, Jean-Baptiste Massaux, die notaris was. De kapel en een vleugel werden gesloopt en een andere vleugel werd omgebouwd tot een maison de campagne (buitenhuis).
In 1839 werd het domein aangekocht door Engelbert Lauwers. Deze liet een park van 4,5 ha aanleggen en verplaatste het buitenhuis van de kloostervleugel naar de pachthoeve. In 1874 kwam het domein aan brouwer André De Boeck die het verblijf aanzienlijk liet verfraaien, onder meer door het aanbrengen van neobarok stucwerk. In 1895 werd het domein aangekocht door graaf François de Hemricourt de Grunne.
Ernest de Laminne de Bex kocht het kasteel in 2014.